# Трагуларии
Трагуларии (лат. tragularii) — метатели особого рода копий, называвшихся трагулами (tragula), в Древнем Риме.
Это оружие было в употреблении среди галлов и племён Римской Испании и состояло из копья, снабжённого ремнём, посредством которого пущенное оружие притягивалось назад к метателю.
Трагуларии составляли вспомогательные войска, набиравшиеся вне Италии во времена поздней Римской республики.